# 이상호 (언론인)
이상호(1968년 ~ )는 대한민국의 언론인이다.

## 이력
그는 연세대학교를 나온 이후, 1995년에 문화방송 기자로 입사하였다. 입사 후 주로 MBC 시사매거진 2580, 신강균의 뉴스 서비스 사실은 등과 같은 시사프로그램에서 탐사전문기자로 활동하였다. 2005년 삼성 X파일 사건을 보도한 이후 통신비밀보호법 위반혐의로 불구속 기소되어 대법원으로부터 징역 6월 및 자격정지 1년의 선고 유예를 받는다. 2009년 박사 후 연수과정으로 미국으로 유학을 떠난 뒤 2년간의 유학생활을 마치고 2011년 문화방송에 복귀하였으나 보도국에 발령받지 못하고, 문화방송 자회사인 MBC C&I로 한시 파견되어 스마트폰용 소셜방송인 손바닥TV의 손바닥뉴스를 진행하게 된다. 그러나 얼마 지나지 않아 사측에 의해 손바닥뉴스가 전격폐지되며 MBC C&I의 광고영업부로 발령받게 된다. 2013년 1월 15일 문화방송이 대선 직전 김정일의 장남(長男)인 김정남과의 인터뷰를 추진했다는 것을 발설했다는 이유와 문화방송의 직원신분으로 개인 팟캐스트방송을 운영했다는 점을 들어 사규의 명예훼손과 품위유지 위반을 적용받아 문화방송에서 전격 해고되었다. 해고 후 인터넷 언론인 go발뉴스(고발뉴스)를 창간하여 제작하고 있다. 2015년 7월 9일 문화방송을 상대로 한 해고무효 확인소송에서 최종승소하여 해고당한 시점인 2013년 1월부터 복직 때까지 월 400만원을 지급받음은 물론 문화방송에 복직할 수 있게 되었다.

9살 무렵부터 이상호는 서예의 세계에 푹빠졌다. 1979년 12살의 나이로 국전 서예부문 출품을 준비하던 중, 스승인 의암(義岩) 선생으로부터 ‘봉초’라는 아호를 받았다. 봉초는 ‘봉화 불’(烽) ‘피우는 아이’(樵)라는 뜻이다. 1983년 고등학교 1학년 재학중 한·중·일 3국 아티스트들이 참여한 아세아국제예술제 금상을 수상하며 탁월함을 인정받았다.
1995년 MBC 방송국 기자 활동을 시작하면서 목숨을 건 숱한 특종으로 이름을 떨쳤다. ‘봉화 불 피우는 아이가 되라’는 스승의 가르침은 어쩌면 사회에 경각심을 일깨우는 고발기자가 되라는 뜻이 아니었을까.. 시간이 지나며 봉초는 생각하게 되었다.
2005년. 재벌권력의 국정농단 실태를 고발한 ‘삼성X파일’ 보도로 한국기자협회가 수여하는 올해의 기자상을 수상했다. 봉초의 ‘봉화 불 피우기’는 이후로도 계속됐다. 하지만 2012년 대통령 선거 기간, 권력의 MBC를 이용한 가짜뉴스 공작을 내부 고발했다가 봉초는 해직되고 만다. 해직 기자가 된 이후에도 봉초는 현장과 시민의 곁을 지켰다.
2014년 304명의 희생자를 낸 세월호 참사 당시에는 정부의 명백한 구조실패를 고발하는 다큐멘터리 영화 <다이빙벨>을 만들어, 부산국제영화제와 후쿠오카 영화제 등에 초대되는 등 영화 감독으로도 이름을 남겼다.
하지만 정권의 탄압과 과도한 업무탓에 봉초는 더 버티지 못하고 뇌경색으로 쓰러지고 만다. 발병 이후 말과 행동의 제약을 겪으며, 방송기자로서 절망적 상황에 직면하게 된 봉초는, 재활을 위해 다시 붓을 잡게된다. 기자로서 재기를 위해 잡은 붓이지만, 봉초는 다시 붓을 놓지 않았다. 기자로서의 열정을 온전히 서예 작품에 쏟아 부었고, 2년 뒤인 2020년 4월. 생애 첫 개인전을 열었다.
그 결과 평단의 폭발적 반응이 이어졌고, 전시된 모든 작품이 팔려나갔다. 40년에 걸쳐 연마한 서예적 기법을 바탕으로 다른 한편으로 20여년 기자로서 축적한 인간과 사회에 대한 통찰은 이전에 보지 못한 봉초적 이미지를 창조해낸 것이다.
기자로서 목숨건 굴곡의 현장에서 채취한 소중한 메시지들을 문자의 형태로 화폭에 던져졌다. 던져진 문자들은 기존의 서예적 방법론으로부터 자유롭고 발랄하게 해체되어 때로는 영화처럼, 때로는 외침처럼 흐른다. 서예라고 하는 전통 예술적 토대 위에서 봉초가 사후적으로 획득한 기자와 영화감독으로서의 체험이 작품 마다 새로운 시각적 경험을 선사한다.
거리의 절절한 구호를 채집해 초성의 첫 획을 크게 힘차게 눌러쓰는 새로운 서예 기법이 구사된 <희망이 자라는 콩시루>와 일련의 ‘새싹체’ 작품들이 그 증거다. <떠도는 말들>에서는 봉초의 지적, 예술적 통찰과 우주관이 새로운 문자 추상의 형태로 발현되고 있다.
기자 출신의 시각 예술가 봉초가 앞으로 세상에 피워 올릴 이미지의 불꽃, 예술적 봉화의 향연에 각별한 관심이 가는 까닭이다.

## 사건·사고

### 안기부 X파일 보도 관련
2005년 7월 삼성 X파일 사건 보도에 대해, 통신비밀보호법위반 혐의로 2005년 12월 중순에 불구속 기소되었다. 이와 관련, X파일의 당사자인 이학수와 홍석현은 모두 무혐의 처분을 받았기 때문에 언론과 시민사회진영은 검찰을 비판했으며, 언론의 공적 기능 침해 논란으로 파문이 확산됐다.
2006년 8월에 1심은 공익상 필요성을 인정하여 무죄를 선고했으나, 2011년 3월 2심에서는 '도청된 테이프임을 알고도 대화 내용을 실명 보도해 수단과 방법의 상당성을 크게 벗어났다'며 징역 6월에 자격정지 1년의 유죄를 선고했다.

## 논란 관련 사태

### 김광석 부인 명예훼손 및 모욕 파문
2018년 7월 3일 서울지방경찰청 지능범죄수사대(총경 곽정기)는 이상호를 명예훼손, 정보통신망이용촉진및정보보호등에관한법률위반(명예훼손), 모욕 혐의 등의 기소의견으로 서울중앙지방검찰청에 송치하였다.
이상호는 영화 ‘김광석’에 김광석의 부인을 총 68회 등장시키면서 “이를테면 뒤에서 이렇게 감았거나”, “아내에 대해 혐의점을 두고 조사하지 않은 것” 등의 내용을 적시, “뒤에서 누군가 목을 조를 때 생기는 흔적과 동일”, “99% 팩트의 확신으로 S(김광석 부인)와의 소송을 자초”, “의혹이 있는 살인 혐의자가 백주대로를 활보”라고 기자회견, 페이스북 및 인터넷 기사를 통해 “김광석 죽인 살인범이 활보”, “김광석 변사사건 핵심 혐의자”, “자신의 불륜이 드러나 이혼 당할 위기에 처하자 남편을 살해한 것 아니냐”는 등의 내용을 게시, 영화 상영기간 중 자신의 페이스북에서 “영화 김광석을 통해 타살 주요 혐의자로 지목한 S(김광석 부인)”라고 게시, 라디오에 출연하여 “100% 타살이다.”, “연약한 여자의 몸으로 혼자서 어떻게 그러느냐라고 의문을 제기하실 수 있는데 당시 현장에 전과 10범 이상 강력범죄 경력이 있는 부인의 오빠가 계셨다”라고 발언하여 김광석의 부인이 김광석을 살인한 핵심 혐의자다라며 허위사실을 적시하여 김광석의 부인의 명예를 훼손하였다. 또한 이상호는 영화를 통해 “그녀는 시댁으로부터 음원 저작권까지 모조리 빼앗아냈다.”, “며느리의 폭언에 못이겨 넘겨주었다”고 적시, 기자회견과 페이스북 및 인터넷 기사를 통해 “시부모에게 욕설을 서슴지 않으며 남편의 저작권을 빼앗아내는 악마”, ‘협박’, “악마의 얼굴을 하고 가로챈 저작권” 등의 내용을 적시하여 김광석의 부인이 강압으로 김광석의 저작권을 시댁으로부터 빼앗았다는 허위 사실로 김광석 부인의 명예를 훼손하였다. 이외에도 이상호는 영화, 기자회견, 페이스북, 인터넷 기사를 통해 김광석의 부인이 "딸을 방치하여 죽게 하였거나, 살인한 혐의자이다"라거나 "9개월 된 영아를 살해하였다"라며 김광석 부인의 명예를 훼손하였다(이상 각 명예훼손, 정보통신망이용촉진및정보보호등에관한법률위반(명예훼손)). 김광석의 부인은 이로 인하여 2017년 모 기관에서 실시한 설문조사에서 문화·사회 분야 비호감 1위에 선정되는 등 사회적 평가가 상당히 저하되었다.
또한 이상호는 영화 ‘김광석’ 시사회장에서 김광석의 부인을 ‘최순실’, 기자회견 및 페이스북 등을 통해 ‘악마의 얼굴’, ‘악마’라고 지칭(모욕)하였다.

## 학력
- 연세대학교 경영학 학사
- 연세대학교 국제학대학원 국제정치학 석사
- 연세대학교 대학원 정치학과 정치학박사 (학위논문명 : 미국의 공공외교와 한미관계, 1953-1990)

### 비학위 수료
- 2009년 미국 조지아 대학교 국제문제연구소 포스트닥터

## 경력
- 1995년 문화방송 입사 (보도국 탐사전문기자)
- 2009년 미국 조지아 대학교 국제문제연구원
- 2010년 미국 UC 버클리 저널리즘스쿨 강사
- 2011년 MBC C&I 손바닥TV의 손바닥뉴스 진행
- 2012년 MBC C&I 광고영업부 근무
- 2012년 go발뉴스(고발뉴스) 대표기자
- 2014년~현재 영화감독(  다이빙벨 김광석 다이빙벨 그후 대통형의 7시간 전투왕
- 2020년~현재 아티스트

```
주요 전시 
```

2020년 새싹을 키우다   
2022년 그래도 꽃은핀다
2023년 자유로의 여정

## 저서
- 2002년 그래도 나는 고발한다 (문예당)
- 2009년 구당 김남수 침뜸과의 대화 (동아시아)
- 2009년 변화하는 미국의 공공외교 전략과 한미관계 - 한미동행 이후의 한미동행을 생각한다 (시대의창)
- 2010년 희망이 세상을 고친다 - 구당 김남수 90일간의 장진영 침뜸 공개 치료기 (나무와숲)
- 2012년 이상호 기자 X파일 - 진실은 스스로 말하지 않는다 (동아시아)
- 2012년 이상호GO발뉴스 (동아시아)

## 영화
- 2022년 전투왕 (감독)
- 2019년 대통령의 7시간 (감독)
- 2019년 애월 - 기자역 (우정출연)
- 2018년 다이빙벨 그후 (감독)
- 2017년 김광석 (감독)
- 2015년 다이빙벨 (감독)
- 2014년 쿼바디스 (특별출연)

## 같이 보기
- 최승호